# Tomsk
Tomsk (in russo Томск?) è una città della Russia di 488 400 abitanti, situata sul fiume Tom', nella parte sud-occidentale della Siberia, e capoluogo della oblast' di Tomsk.
Fu fondata nel 1604 e un tempo fu la più grande città siberiana, capoluogo della gubernija di Tomsk. È un centro abitato ricco di storia e tradizioni, con notevoli testimonianze di architettura di epoca zarista e numerosi monumenti storici.

## Geografia fisica

### Territorio
Tomsk si trova sulla riva destra del fiume Tom', fra colline alte e piccoli fiumi. Le colline intorno alla città raggiungono i 300 metri sul livello del mare e sono coperte da boschi di conifere e latifoglie, le campagne sono sfruttate per l'agricoltura.
Le città vicine sono (tra parentesi la distanza in linea d'aria/per l'autostrada):
- Seversk (13/20 km NO), ex Tomsk-7, l'impianto d'arricchimento di plutonio.
- Taigà (62 km SE), nell'oblast' di Kemerovo
- Anžero-Sudžensk (80/157 km SE), nell'oblast' di Kemerovo
- Jurgà (85/99 km S), nell'oblast' di Kemerovo
- Ásino (91/122 km NE)
- Bolotnoe (99/140 km S), nell'oblast' di Novosibirsk
- Berjozovskij (122/229 km SE), nell'oblast' di Kemerovo
- Topki (141/237 km S), nell'oblast' di Kemerovo
- Togučin (145/196 km S), nell'oblast' di Novosibirsk
- Kemerovo (146/205 km SE), nell'oblast' di Kemerovo
- Mariinsk (174/223 km E), nell'oblast' di Kemerovo
- Novosibirsk (207/272 km SO), nell'oblast' di Novosibirsk
- Ob' (218/289 km SO), nell'oblast' di Novosibirsk
- Leninsk-Kuzneckij (219/297 km S), nell'oblast' di Kemerovo

### Clima
Il clima è continentale, caratterizzato da una bassa percentuale di umidità e da grandi escursioni termiche nel corso dell'anno. La temperatura media annua è di −1,3 °C. A gennaio, il mese più freddo, è di −20 °C. A luglio, il mese più caldo, la temperatura media è di +18 °C. La temperatura minima dell'anno è di solito intorno a −40 °C (minima mai registrata −55 °C nel 1969) e la massima dell'anno si aggira sui +30 °C.
| Tomsk (1991-2020) Fonte:    | Mesi         | Mesi         | Mesi         | Mesi         | Mesi         | Mesi        | Mesi        | Mesi        | Mesi        | Mesi         | Mesi         | Mesi         | Stagioni | Stagioni | Stagioni | Stagioni | Anno  |
| Tomsk (1991-2020) Fonte:    | Gen          | Feb          | Mar          | Apr          | Mag          | Giu         | Lug         | Ago         | Set         | Ott          | Nov          | Dic          | Inv      | Pri      | Est      | Aut      | Anno  |
| --------------------------- | ------------ | ------------ | ------------ | ------------ | ------------ | ----------- | ----------- | ----------- | ----------- | ------------ | ------------ | ------------ | -------- | -------- | -------- | -------- | ----- |
| T. max. media (°C)          | −13,4        | −9,0         | −0,4         | 8,7          | 17,5         | 23,0        | 25,0        | 21,9        | 14,7        | 6,3          | −4,8         | −11,1        | −11,2    | 8,6      | 23,3     | 5,4      | 6,5   |
| T. media (°C)               | −17,5        | −14,2        | −6,3         | 2,6          | 10,4         | 16,5        | 18,8        | 15,9        | 9,2         | 2,0          | −8,2         | −14,9        | −15,5    | 2,2      | 17,1     | 1,0      | 1,2   |
| T. min. media (°C)          | −21,2        | −18,4        | −11,2        | −2,2         | 4,9          | 11,2        | 13,8        | 11,3        | 5,2         | −1,1         | −11,3        | −18,5        | −19,4    | −2,8     | 12,1     | −2,4     | −3,1  |
| T. max. assoluta (°C)       | 3,7 (1948)   | 7,5 (2016)   | 17,7 (2009)  | 30,1 (2020)  | 34,4 (2004)  | 34,7 (1931) | 35,6 (2014) | 33,8 (1998) | 31,7 (2010) | 25,1 (1928)  | 11,6 (2006)  | 6,5 (1975)   | 7,5      | 34,4     | 35,6     | 31,7     | 35,6  |
| T. min. assoluta (°C)       | −55,0 (1931) | −51,3 (1951) | −42,4 (1892) | −31,1 (1964) | −17,5 (1898) | −3,5 (1961) | 1,5 (1945)  | −1,6 (1902) | −8,1 (1955) | −29,1 (1940) | −48,3 (1952) | −50,0 (1938) | −55,0    | −42,4    | −3,5     | −48,3    | −55,0 |
| Nuvolosità (okta al giorno) | 6,7          | 6,3          | 6,1          | 6,3          | 6,4          | 6,2         | 6,1         | 6,2         | 7,0         | 7,6          | 7,6          | 7,4          | 6,8      | 6,3      | 6,2      | 7,4      | 6,7   |
| Precipitazioni (mm)         | 36           | 26           | 29           | 35           | 50           | 60          | 72          | 68          | 52          | 53           | 55           | 51           | 113      | 114      | 200      | 160      | 587   |
| Giorni di pioggia           | 0,3          | 0,3          | 2,0          | 12,0         | 16,0         | 17,0        | 17,0        | 17,0        | 19,0        | 15,0         | 5,0          | 1,0          | 1,6      | 30,0     | 51,0     | 39,0     | 121,6 |
| Nevicate (cm)               | 58           | 68           | 70           | 30           | 0            | 0           | 0           | 0           | 0           | 2            | 15           | 41           | 167      | 100      | 0        | 17       | 284   |
| Giorni di neve              | 23           | 21           | 17           | 13           | 4            | 0,3         | 0,0         | 0,0         | 2,0         | 14,0         | 22,0         | 26,0         | 70,0     | 34,0     | 0,3      | 38,0     | 142,3 |
| Giorni di nebbia            | 0,3          | 0,1          | 0,2          | 1,0          | 1,0          | 1,0         | 3,0         | 4,0         | 3,0         | 2,0          | 1,0          | 1,0          | 1,4      | 2,2      | 8,0      | 6,0      | 17,6  |
| Umidità relativa media (%)  | 81           | 78           | 72           | 65           | 61           | 70          | 76          | 79          | 79          | 80           | 83           | 82           | 80,3     | 66       | 75       | 80,7     | 75,5  |
| Vento (direzione-m/s)       | S 1,7        | S 1,7        | S 1,7        | S 2,0        | S 1,9        | N 1,4       | N 1,2       | S 1,2       | S 1,3       | SW 1,6       | SW 1,8       | S 1,8        | 1,7      | 1,9      | 1,3      | 1,6      | 1,6   |

## Struttura urbana

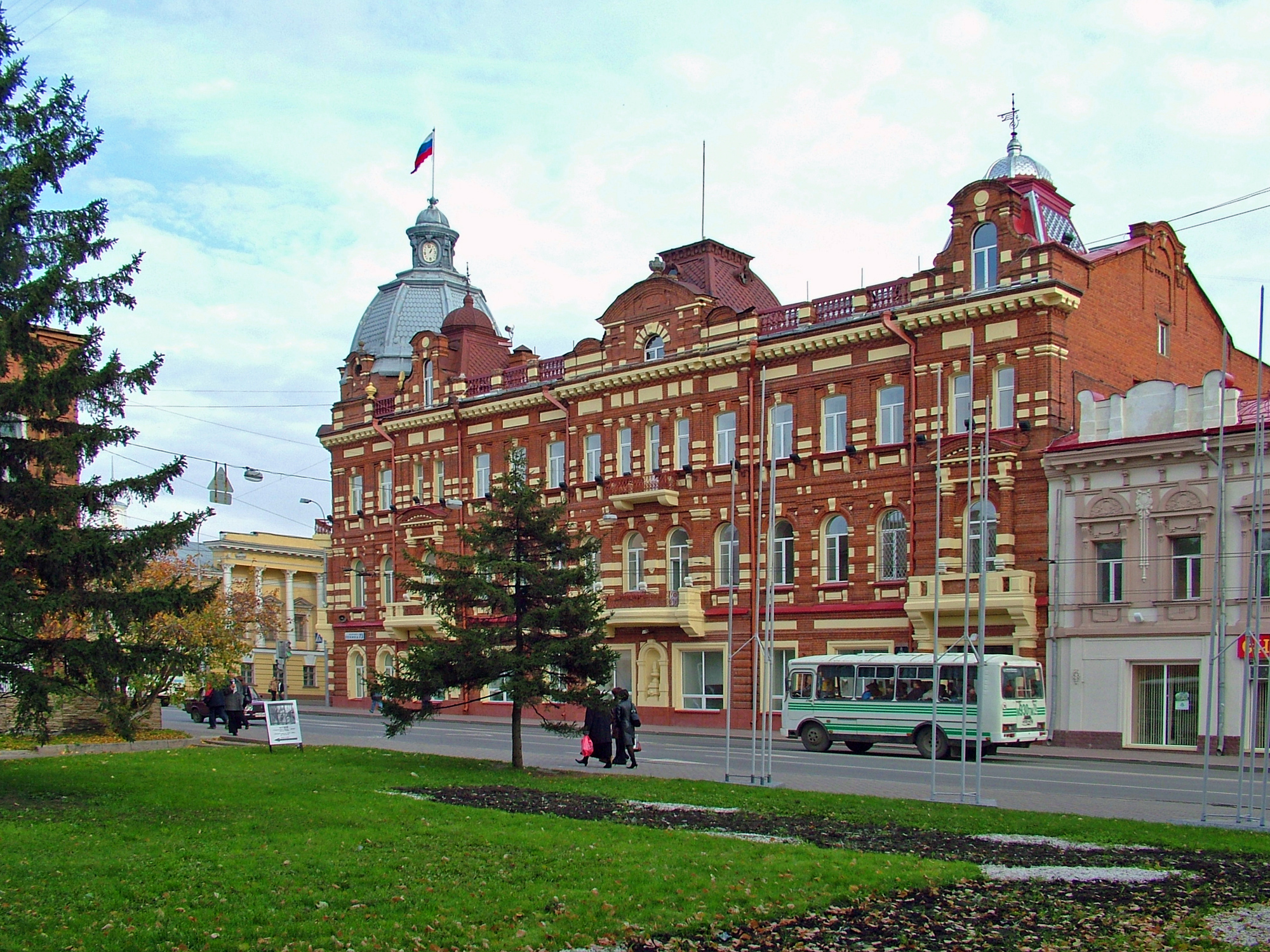
Il municipio di Tomsk

Tomsk è divisa in 4 rajon (popolazione per il 2005):
- Kirovskij rajon (Кировский), 119 600 abitanti
- Sovetskij rajon (Советский), 107 700
- Leninskij rajon (Ленинский), 113 500
- Oktjabrskij rajon (Октябрьский), 147 100

Nel XX secolo la città si sviluppò meno velocemente di Novosibirsk o Krasnojarsk, perché non era più posta sulla principale via di comunicazione.
Vedi anche il diagramma comparato (info) della popolazione delle più grandi città siberiane.
| 1897 | 52 400  | 1970 | 338 000 | 1996 | 473 000 |      |         |
| 1923 | 75 000  | 1973 | 374 000 | 1997 | 483 400 | 2009 | 501 784 |
| 1926 | 92 500  | 1976 | 398 000 | 1998 | 478 000 | 2010 | 524 669 |
| 1939 | 145 000 | 1979 | 420 700 | 2000 | 482 100 | 2012 | 539 205 |
| 1956 | 224 000 | 1982 | 449 000 | 2001 | 483 400 | 2013 | 547 989 |
| 1959 | 249 000 | 1986 | 483 000 | 2003 | 487 800 | 2014 | 557 179 |
| 1962 | 275 000 | 1989 | 501 900 | 2005 | 487 400 | 2015 | 564 910 |
| 1967 | 324 000 | 1992 | 504 700 | 2006 | 493 000 |      |         |

Nel 2005 all'interno del territorio di Tomsk furono incluse le cittadine vicine, il che non è riflesso in questi dati.

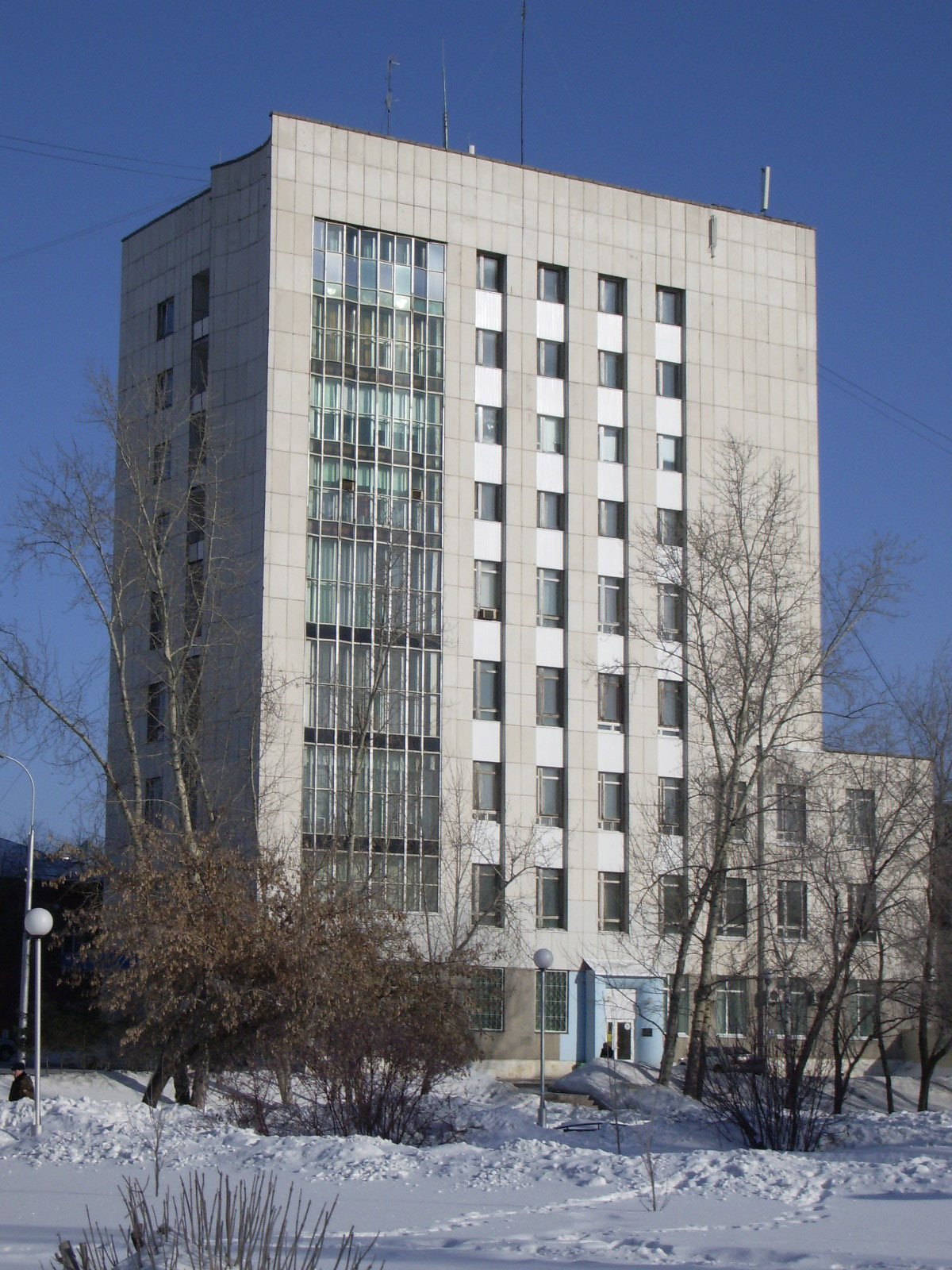
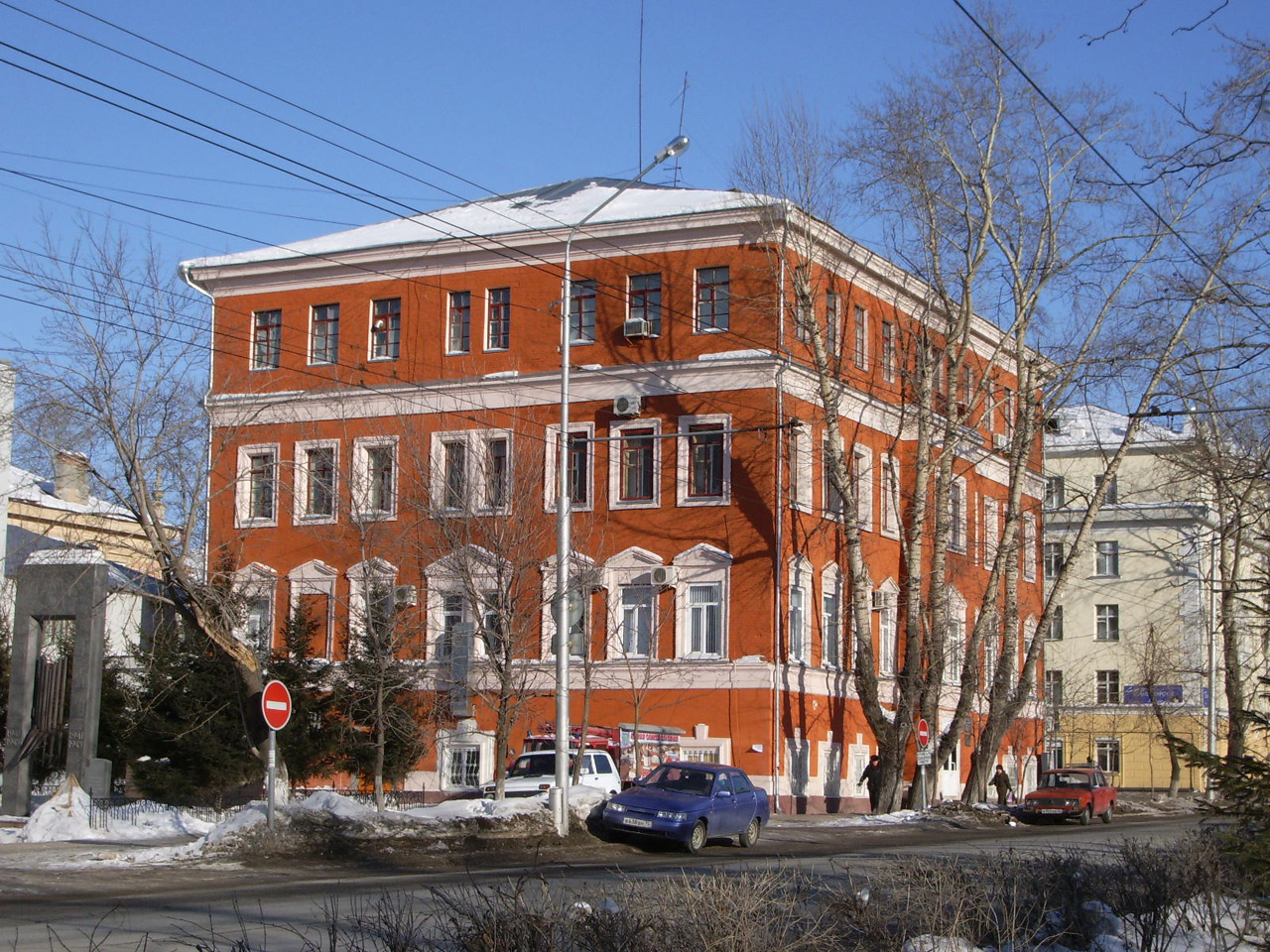
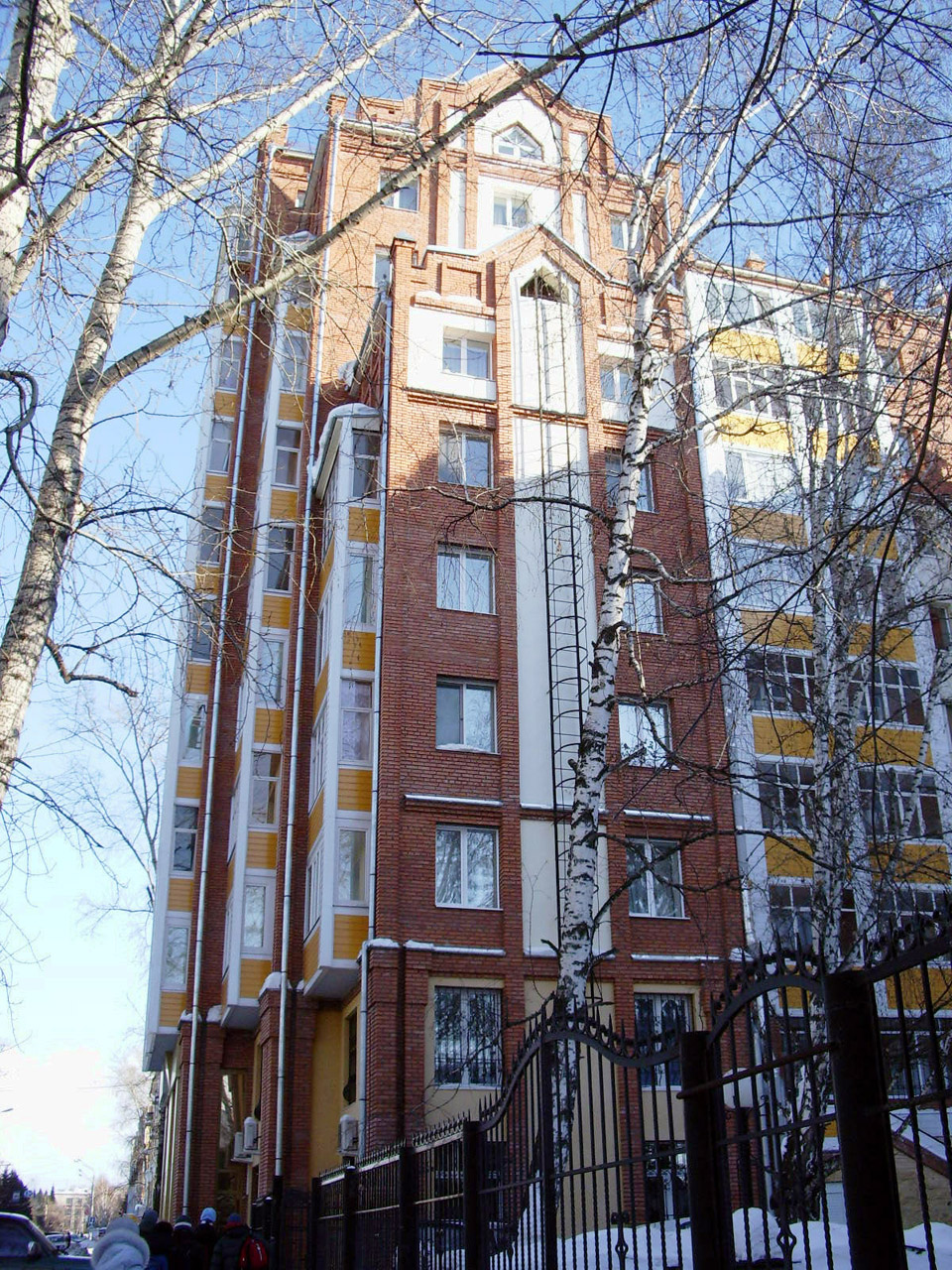
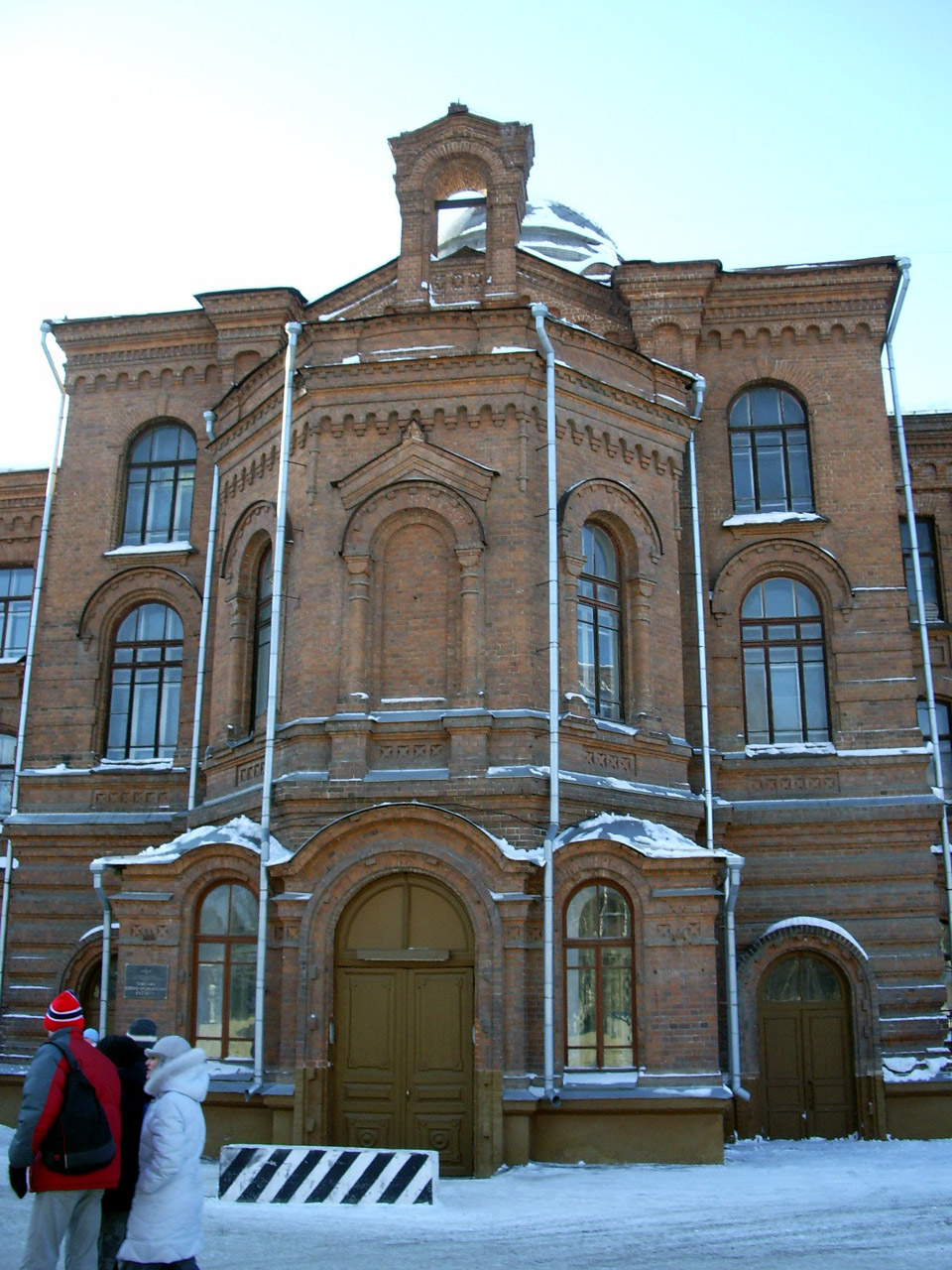
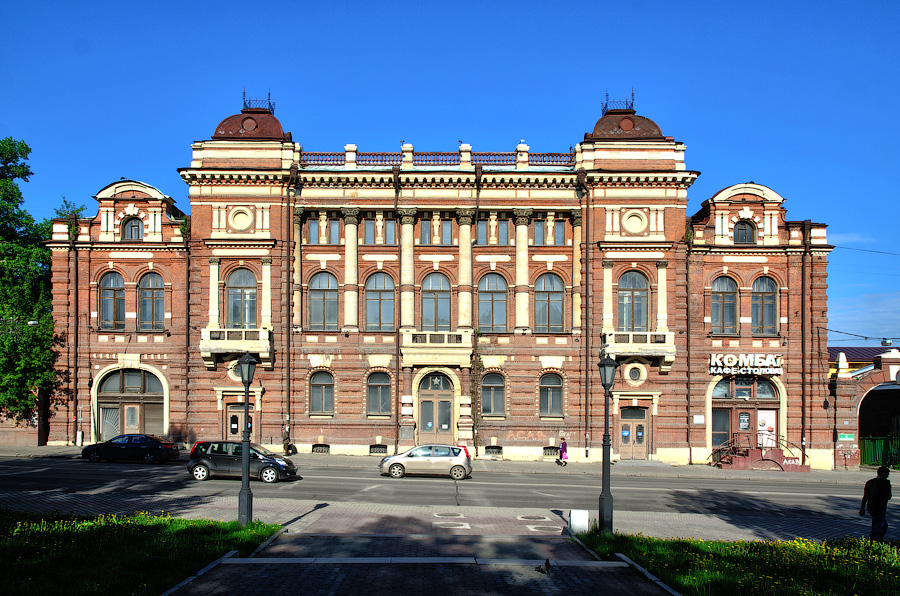
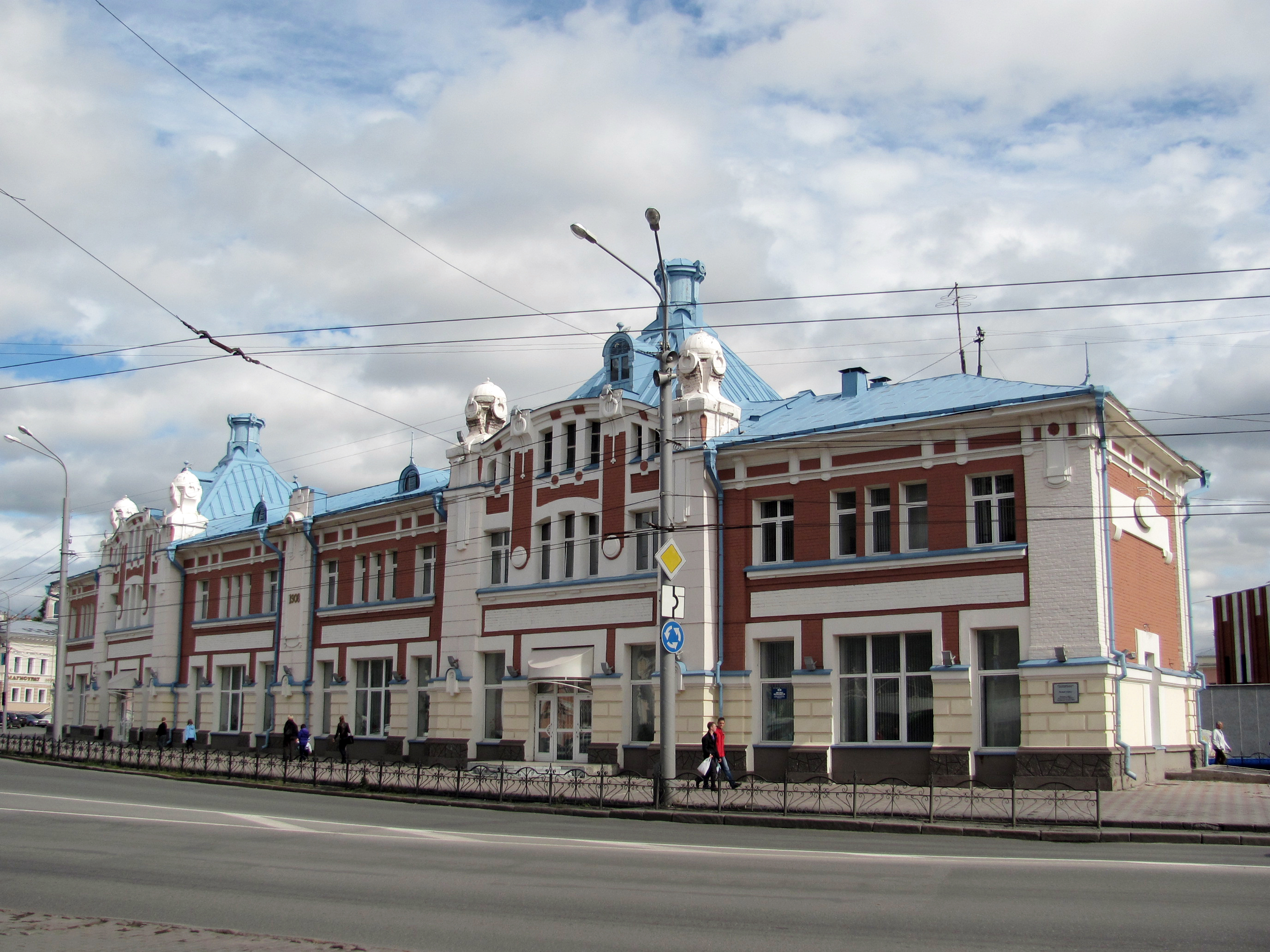

## Storia

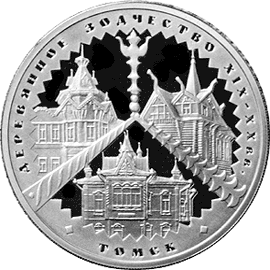
Moneta da collezione da 3 rubli, 2004

Il 20 gennaio 1604 si presentarono alla corte dello zar Boris Fëdorovič Godunov, a Mosca, gli ambasciatori della tribù eušta con l'offerta di sottomissione al potere di Mosca e la richiesta della costruzione sul fiume Tomjo di una fortezza per difenderli dai nomadi chirghisi e calmucchi.
Il 25 marzo 1604 Godunov mandò il capo cosacco Gavrila Pisemskij da Surgut e il capo guardiano Vasilij Tirkov da Tobol'sk con l'obiettivo di prendere il controllo della tribù e costruire la fortezza e l'attraversamento del fiume.
L'ostrog (in russo острог?, ovvero fortezza) di Tomsk fu costruita sulla riva destra del Tomjo a 60 km dallo sbocco nell'Ob', poco lontano dalla foce dell'Ušajka, un fiume della taiga. Il 7 ottobre 1604 tutti i lavori furono terminati e questa è considerata la data della fondazione della città di Tomsk. Essa diventò un centro strategico importante. In quell'epoca il principale commercio della Siberia era la pelliccia (di zibellino, volpe, ermellino). La fortezza garantì la sicurezza della popolazione durante tutto il XVII secolo. In particolare furono respinti con successo gli attacchi dei nomadi negli anni 1614, 1617, 1657 e 1698.
Nel XVIII secolo i confini dello stato russo si allargarono verso sud ed est, i nomadi furono ricondotti all'ordine e Tomsk perse il ruolo di roccaforte difensiva.
A partire dal XVIII secolo fino all'epoca sovietica Tomsk divenne luogo di deportazione. Vi furono deportati personaggi noti come Ibraghim Gannibal, Gavriil Batenkov, Michail Bakunin, Nicolaj Edman, Gustav Spet, Nikolaj Klujev.

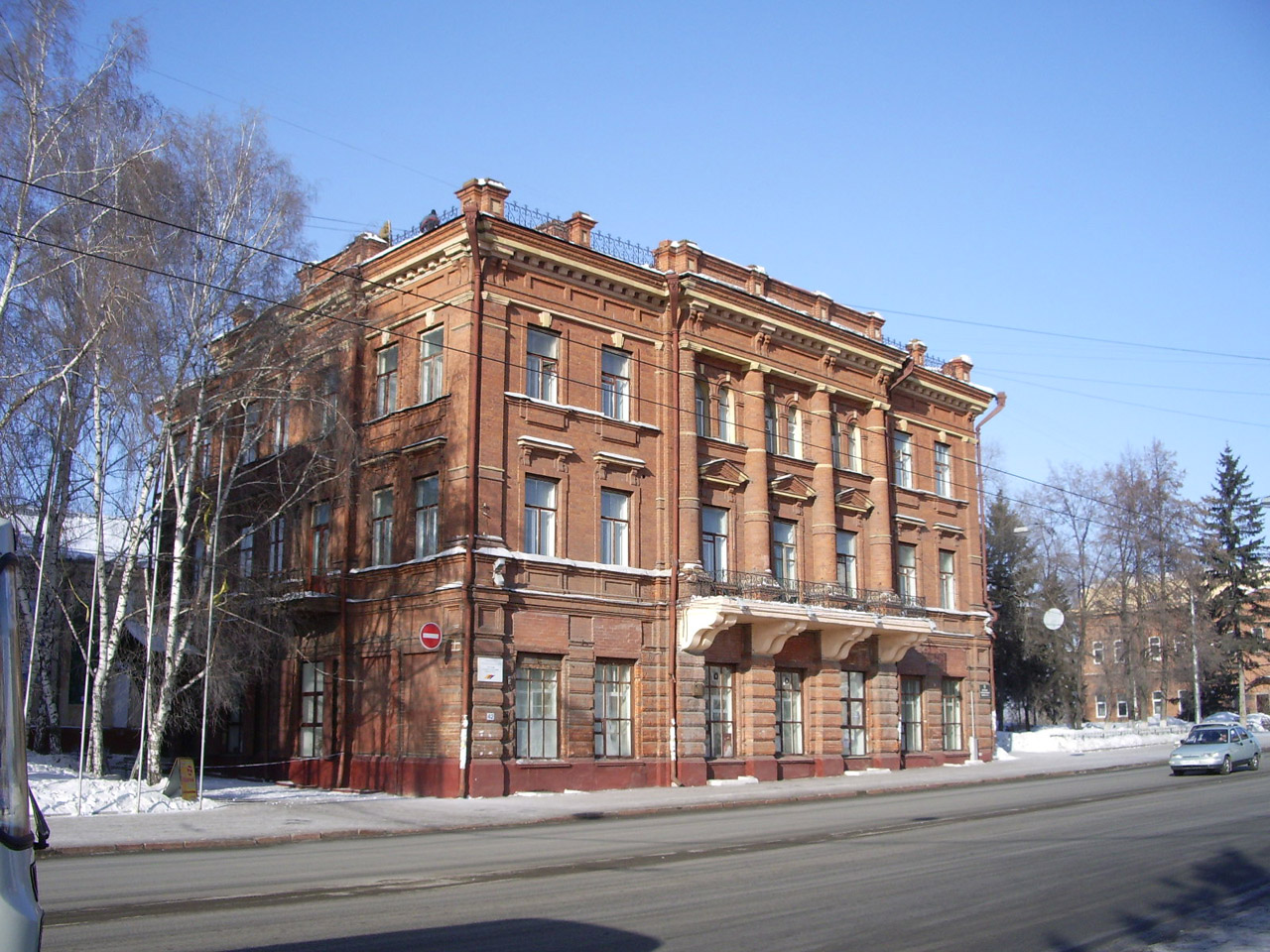
Una casa storica a Tomsk

Dopo la creazione della Sibirskij Trakt Tomsk acquisì importanza come nodo commerciale. Gradualmente la città crebbe fino allo status di capoluogo. Nel 1804 Tomsk divenne il capoluogo della gubernija di Tomsk, che includeva i territori ora appartenenti alle seguenti regioni: territorio dell'Altaj, oblast' di Kemerovo, oblast' di Novosibirsk, oblast' di Tomsk, regione del Kazakistan Orientale (Kazakistan) e una parte del territorio di Krasnojarsk. Dagli anni '30 del XIX secolo la popolazione crebbe velocemente per l'incremento dell'estrazione dell'oro.
La Transiberiana fu costruita più a sud di Tomsk. Accanto al ponte sull'Ob apparve la futura città di Novosibirsk, e Tomsk, sebbene collegata da una diramazione della ferrovia, perse il proprio ruolo di nodo commerciale primario.
Dopo la Rivoluzione del 1917 Tomsk fu inclusa nel Krai Siberiano (divenuto successivamente il Krai Ovest-Siberiano). In seguito, nel 1937, nel corso di un'altra riorganizzazione amministrativa, Tomsk diventò una città dell'oblast' di Novosibirsk.
Nel corso della guerra a Tomsk furono installate circa 30 fabbriche, evacuate dalla Russia europea, che divennero la base dell'industria della città: in quegli anni la produzione industriale a Tomsk triplicò. Nel 1944 fu creata l'oblast' di Tomsk. 229 000 abitanti di Tomsk presero parte alla guerra e 176 di essi furono insigniti del titolo di Eroe dell'Unione Sovietica per azioni compiute sui campi di battaglia.

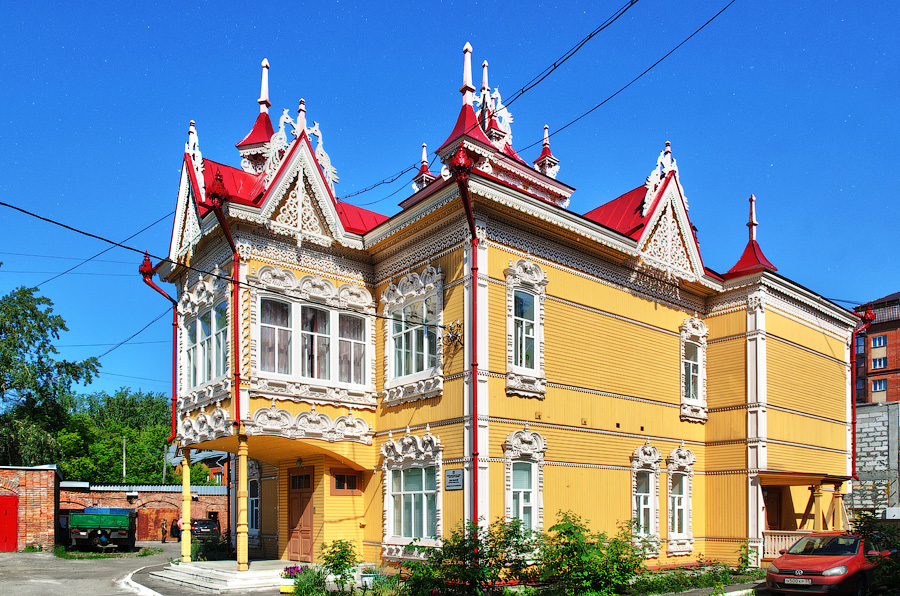
Casa antica di legno strutturale

A Tomsk si sono conservati molti monumenti dell'architettura di legno strutturale, creati in prevalenza alla fine del XIX secolo, ma il loro numero si riduce sempre più. Nel 1970 alla città fu attribuito lo status di città storica.
Per la vicinanza della città segreta Seversk (allora Tomsk-7), costruita intorno ad una fabbrica di arricchimento di uranio e di un reattore nucleare, la migrazione verso la stessa Tomsk fu sottoposta a restrizioni, e fu chiusa ai visitatori stranieri. Nel 1992 le restrizioni di sicurezza legate a Seversk furono ridotte e Tomsk fu aperta completamente.
Negli anni novanta a Tomsk si palesò una fortissima recessione della produzione industriale. A soffrirne maggiormente furono soprattutto l'industria meccanica, legata principalmente all'industria militare, e l'industria leggera, che diventò incompetitiva alle importazioni. Le fabbriche di strumenti e di radiotecnica dichiararono bancarotta. Anche l'industria petrolchimica visse un periodo difficile, cambiando più volte la proprietà. La situazione economica migliorò dopo la caduta del corso legale del rublo e il ristabilimento economico conseguente.
Nel 2005 Tomsk vinse la gara per la creazione di una zona economica speciale volta all'introduzione di nuove tecnologie.

## Istruzione

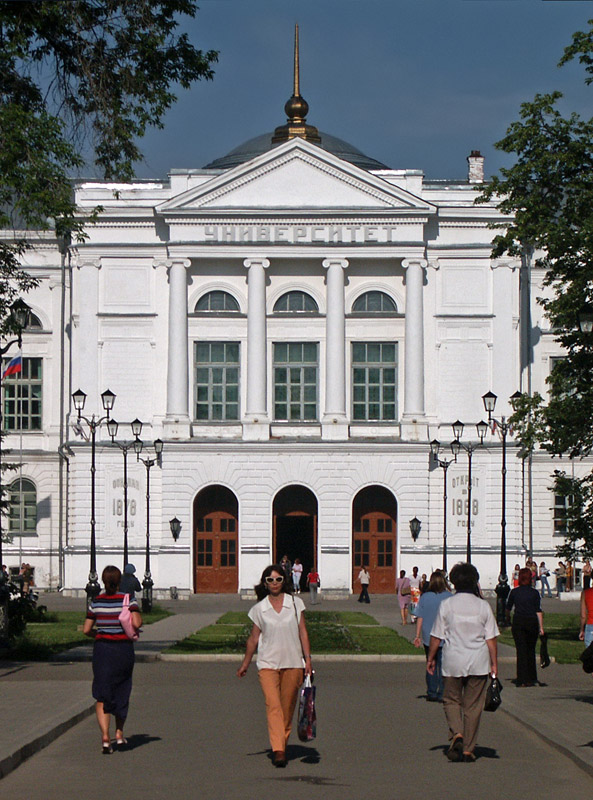
l'Università statale di Tomsk

Nel 1878 fu fondata l'Università statale di Tomsk, aperta nel 1888. Nel 1896 fu aperto il primo istituto tecnico, chiamato oggi Università Politecnica di Tomsk. Gli altri istituti universitari presenti in città sono:
- Università siberiana statale di medicina
- Università statale di pedagogia
- Università statale di sistemi di controllo e di radioelettronica
- Istituto militare di medicina
- Istituto di economia e giurisprudenza
- Istituto di business

Esistono inoltre più di 10 sedi periferiche e uffici di rappresentanza di istituti universitari di altre città.
Nel 2003 Tomsk contava 83 600 studenti, pari al 17% della popolazione (percentuale fra le più alte nel paese). Viene sviluppata l'istruzione remota e cresce il numero degli studenti stranieri.

## Scienza

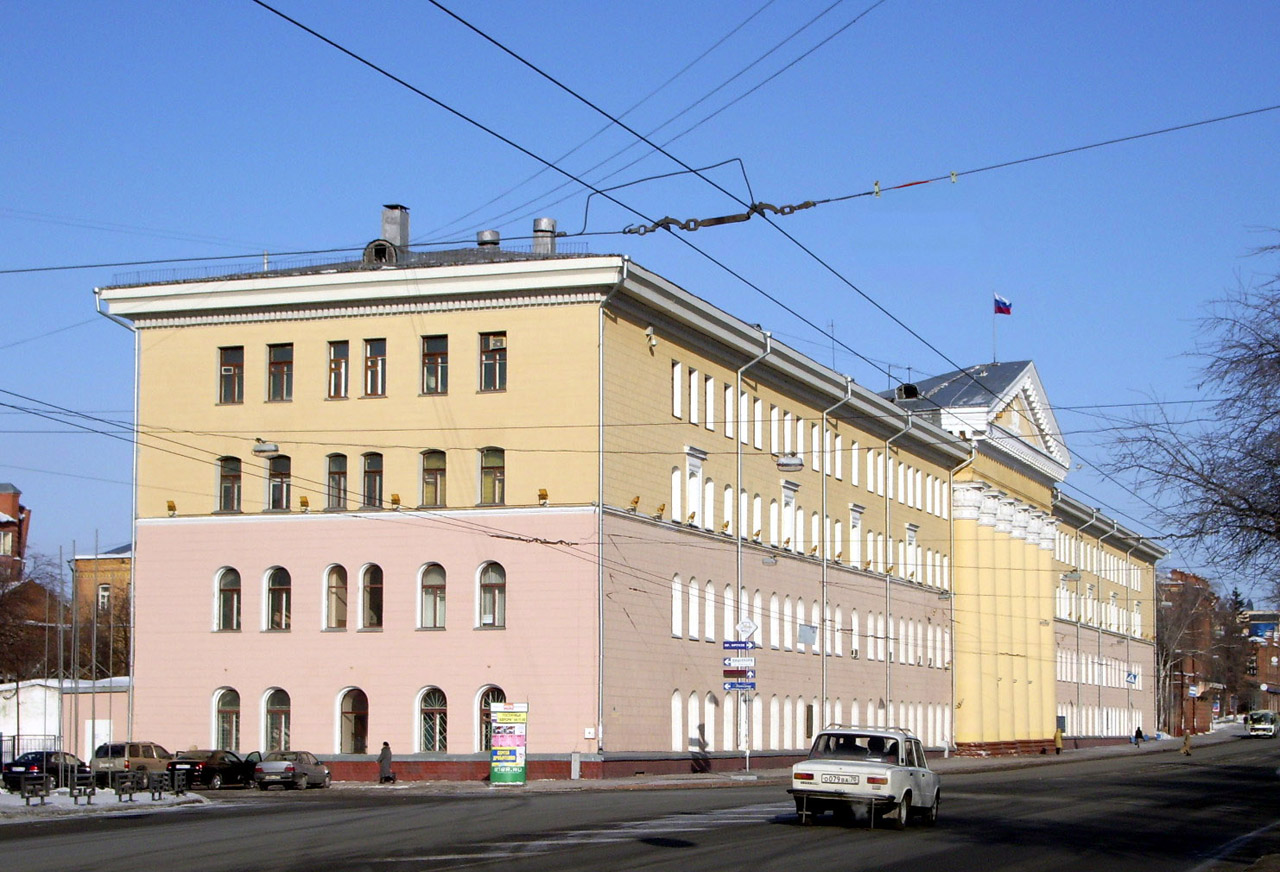
l'Università di Stato di sistemi di controllo e di radioelettronica

In città hanno sede diversi istituti di ricerca legati agli istituti universitari:
- l'Istituto fisico-tecnico
- l'Istituto di matematica applicata
- l'Istituto di biologia e biofisica (presso l'Università di Stato di Tomsk)
- l'Istituto di fisica nucleare
- l'Istituto d'alta tensione
- l'Istituto di introscopia elettronica (presso l'Università politecnica)
- l'Istituto di automatizzazione e elettromeccanica (presso l'Università di sistemi di controllo e di radioelettronica)

Il centro scientifico di Tomsk dell'Accademia russa delle scienze comprende nove istituti di ricerca, che si occupano di ricerca atmosferica, chimica del petrolio, elettronica di alte correnti, fisica dello stato solido e scienza dei materiali, climatologia ed ecologia. Il centro dell'Accademia Russa delle Scienze Mediche conta 6 istituti di ricerca che si occupano di cardiologia, oncologia, farmacologia, genetica, salute psicologica, ginecologia.
Il nome della città è stato dato all'asteroide 4931.

## Monumenti e luoghi d'interesse

### Architetture religiose
- Cattedrale dell'Epifania
- Chiesa dell'Intercessione della Santa Madre di Dio Regina del Santo Rosario

### Architetture civili
- Cremlino di Tomsk

## Cultura

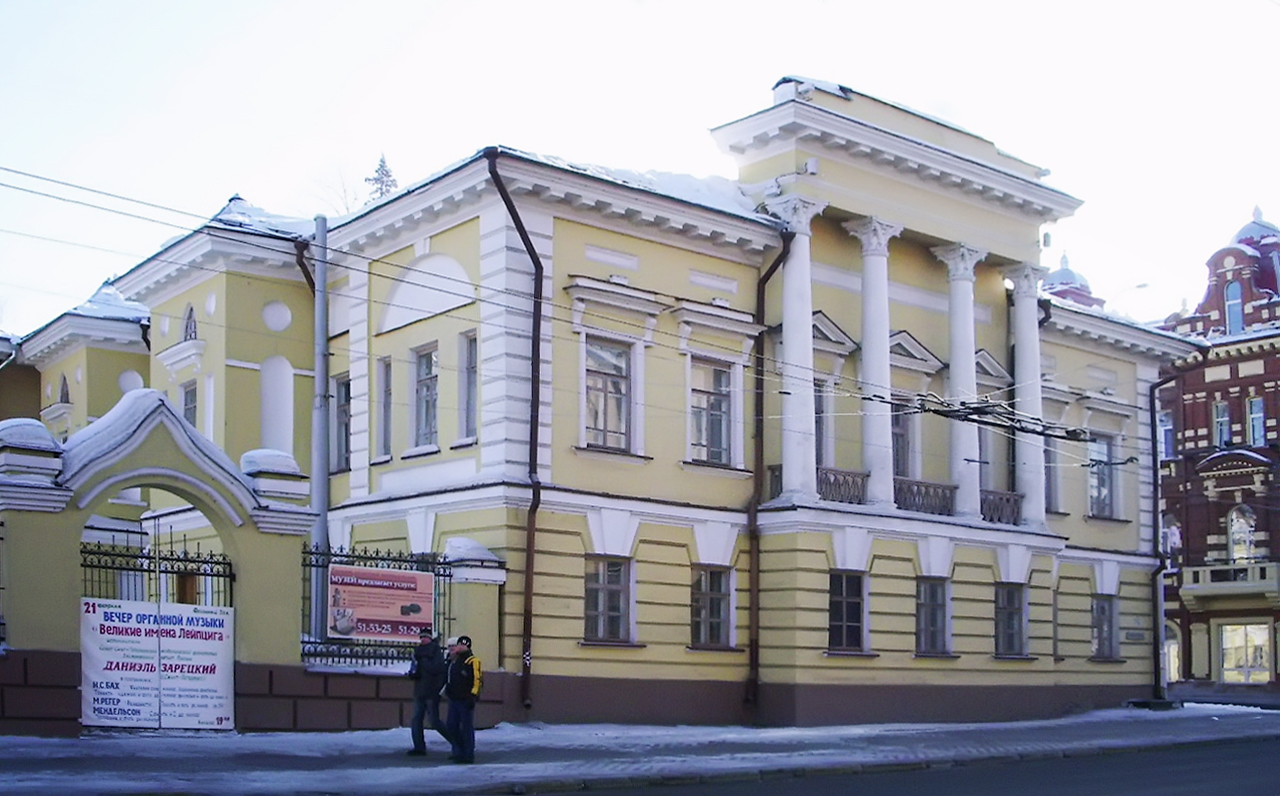
La casa del Museo di etnografia regionale e la Sala d'organo della Filarmonica

In città ci sono due teatri drammatici (regionale e da camera), un teatro per spettatori giovanissimi, un teatro di pupazzi, sale di concerto, palazzi e case di cultura, dei cinema, un palazzo sportivo, un'orchestra sinfonica, cori, una rete di biblioteche, centri culturali stranieri (tedesco, polacco, tartaro), stadi, piscine e altri impianti sportivi. Nel 2005 la squadra calcistica di “Tom” è entrata a far parte della Premier-Liga del campionato russo di calcio.
Il retaggio storico della città ha permesso di arricchire il repertorio dei vari musei cittadini. Si annoverano il museo degli studi regionali, il museo artistico, pinacoteche, il museo dell'architettura di legno strutturale, il museo della storia della città, diversi musei negli istituti universitari, un orto botanico, musei nelle scuole. Esiste anche un sito web Musei dell'Oblast di Tomsk (in russo e inglese).Esiste inoltre l'unico Museo Memoriale della Storia della Repressione Politica sito all'interno dell'ex carcere investigativo dove è possibile leggere le storie delle persone condannate a morte, poi riabilitate, per presunta cospirazione al regime stalinista.
A Tomsk sorsero chiese fin dal primo anno della sua esistenza. Si contavano 31 chiese ortodosse, alcune cattedrali, cappelle e monasteri. Oltre a quelle ortodosse, esistevano chiese cattoliche, di vecchi credi, luterana, sinagoghe, moschee. Negli anni del regime sovietico molti luoghi di culto furono distrutti; alcuni si preservarono grazie al loro utilizzo per altri scopi (reparti, magazzini, archivi, case d'abitazione). Negli anni novanta alcuni templi furono ricostruiti.

### Mezzi di comunicazione di massa
Il primo numero della Sibirskaja Gaseta fu pubblicato nel 1881. Prima di questa pubblicazione, erano stati stampati il Bollettino della Gubernija di Tomsk, nel 1857 ed il Bollettino della Diocesi di Tomsk nel 1880. Il Krasnoje Znamja (Bandiera rossa) è il più vecchio tra i giornali ancora stampati, essendo pubblicato fin dal 1º giugno 1917. Vengono stampati 3 giornali e 3 settimanali, oltre a circa 25 pubblicazioni di diverso carattere: periodici specializzati o pubblicitari e per il tempo libero. Si contano più di 20 riviste di vari argomenti.

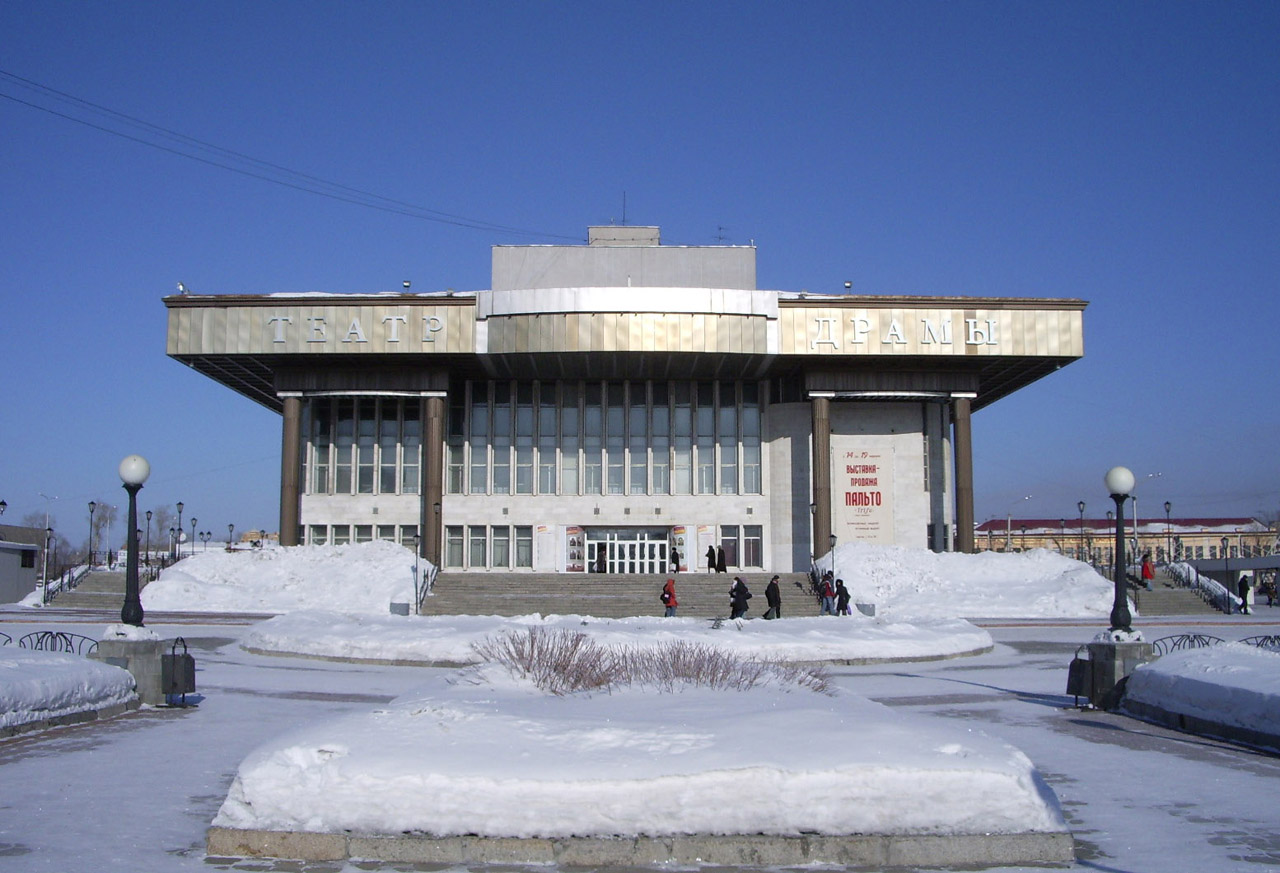
Il Teatro drammatico regionale

La radio a Tomsk funziona dal 1927, quando fu messo in funzione il primo altoparlante. La radiodiffusione fu inaugurata nel 1928 ed utilizzava una lunghezza d'onda di 750 metri. La prima radio privata, Radio Sibir, aprì nel 1992. Attualmente su onde ultracorte e FM trasmettono 20 stazioni, la maggioranza delle quali ritrasmettono i programmi dei partner di Mosca. Poche emittenti, come “Radio Sibir”, continuano a produrre programmi in proprio.
Il 30 dicembre 1952 pionieri dell'Istituto politecnico condussero la prima trasmissione televisiva pubblica; nel 1955 a Tomsk fu messo in opera il primo centro di telediffusione siberiano. La stazione privata TV-2 inaugurò le trasmissioni nel 1991, conquistando, in più di un'occasione, il premio nazionale della TV TEFI. In totale a Tomsk sono attive 11 compagnie televisive.
Malgrado l'esistenza della rete locale di Tomsknet, che provvede al traffico gratuito, le pubblicazioni su internet a Tomsk non sono sviluppate in maniera indipendente. Per lo più trattasi di siti che pubblicano l'informazione di compagnie-madre.

## Economia
- Industria estrattiva di petrolio e gas: “Vostokgazprom”, “Compagnia di petrolio orientale”, Complesso industriale petrolchimico di Tomsk
- Industria farmaceutica: “NPO Virion”, Impianto farmaceutico-chemico di Tomsk
- Industria alimentare: fabbrica dolciaria “Krasnaja zvezda”, “Birra di Tomsk”
- Industria metalmeccanica: impianti di cuscinetti, di manometri, impianto di strumenti da taglio, impianto elettromeccanico, fabbrica di lampade elettriche.
- Altre industrie: fabbrica dei fiammiferi, fabbrica di calzatura di gomma, fabbrica di matite.

Tomsk consuma più energia di quella che produce; per sopperire viene usata l'energia prodotta da fonti di calore dalla città di Seversk.

### Trasporti

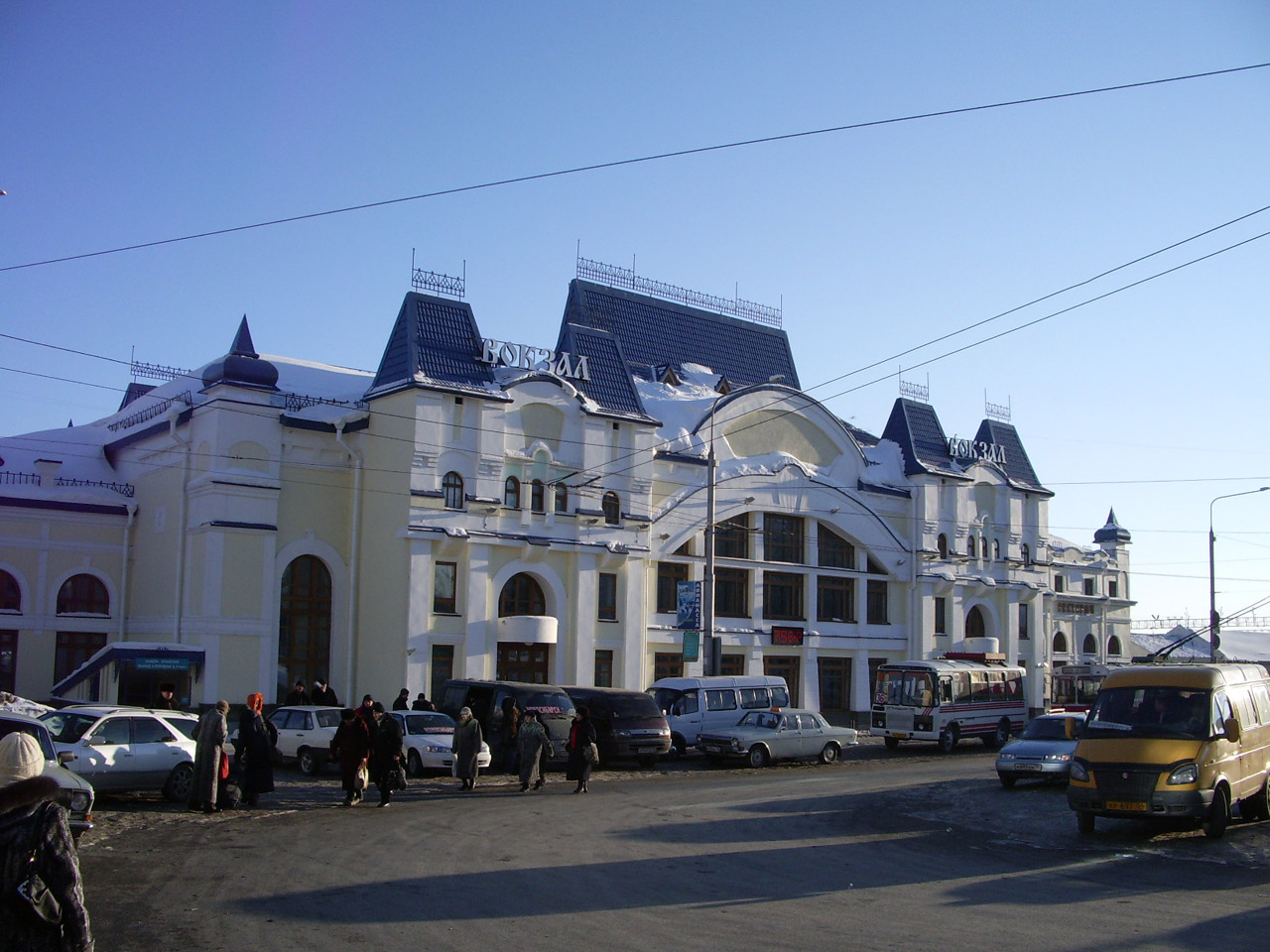
Stazione ferroviaria Tomsk-1; sulla piazza c'è anche la stazione dei bus interurbani

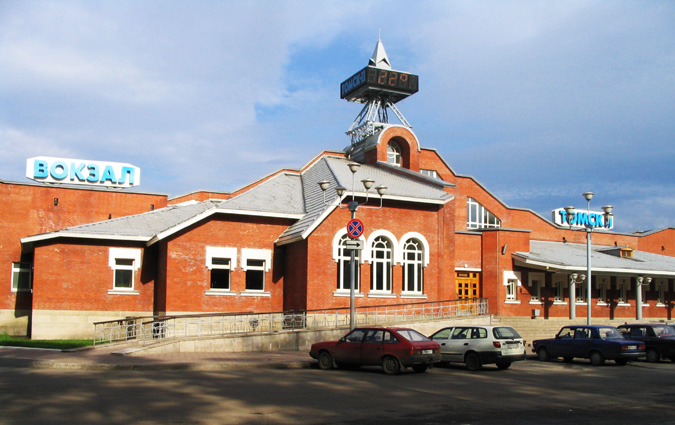
Stazione ferroviaria Tomsk-2

#### Aereo
A 15 km dalla città si trova l'Aeroporto Bogašovo, base della compagnia aerea russa Tomsk Avia ed anche filiale delle compagnia aeree russe S7 Airlines e KrasAir. Tomsk è facilmente raggiungibile con voli di linea giornalieri dalla capitale russa Mosca.

#### Auto
Tomsk è collegata tramite una diramazione all'autostrada M53 "Bajkal" Novosibirsk — Irkutsk. È pianificata la costruzione dell'autostrada nordica Perm' — Surgut — Tomsk.

#### Treno
La città si trova al termine di una diramazione della Ferrovia Transiberiana. Costruita nel 1896, questa ferrovia passava lontano da Tomsk, che per questo fu sorpassata dalle altre città siberiane. I principali collegamenti passeggeri delle Ferrovie russe sono con le città di Adler, Anapa, Asino, Barnaul, Mosca, Novokuzneck, Novosibirsk.

#### Nave
Sul fiume Tom' esistono il porto e la stazione fluviale.

#### Trasporto pubblico

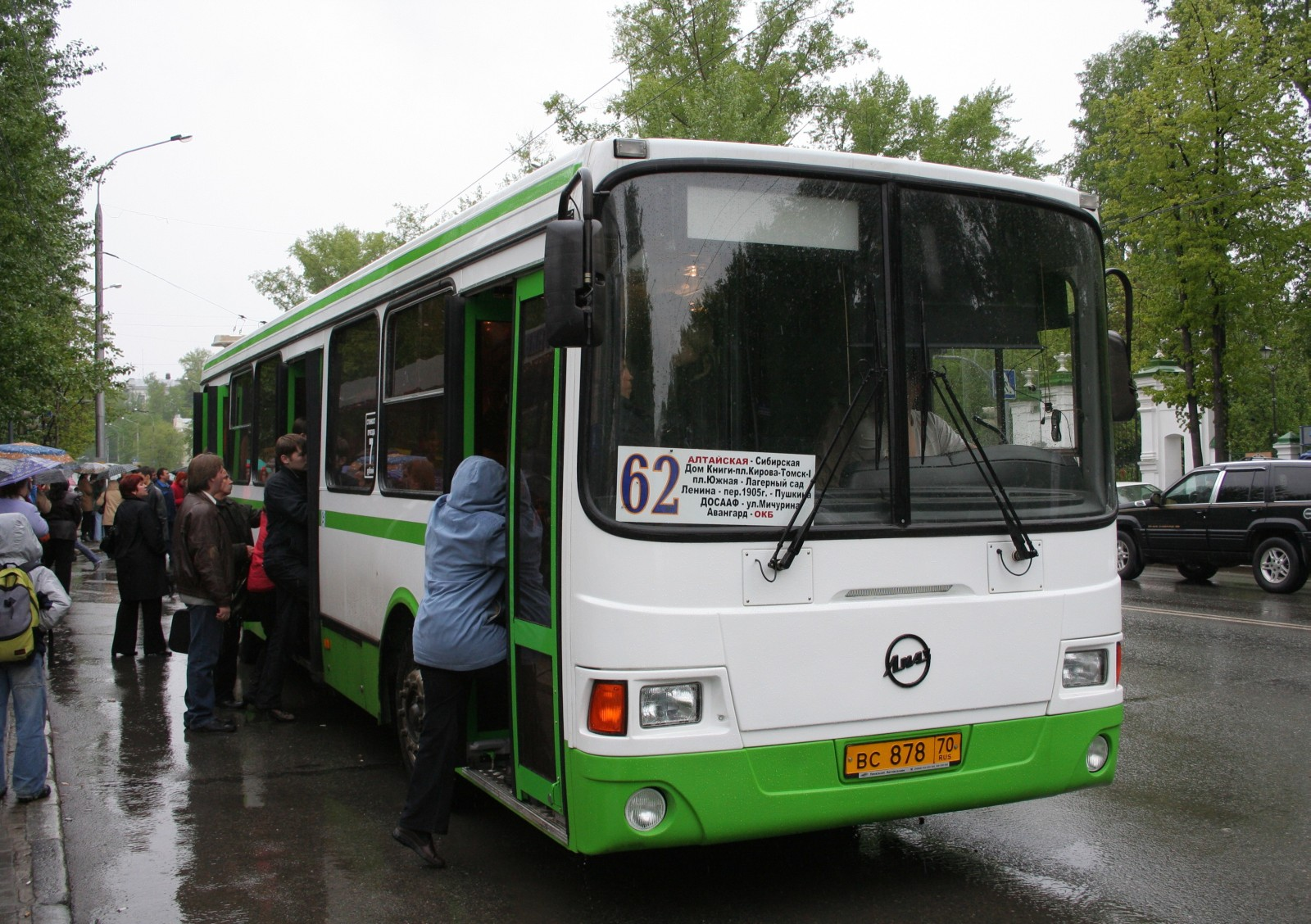
Un autosnodato a Tomsk

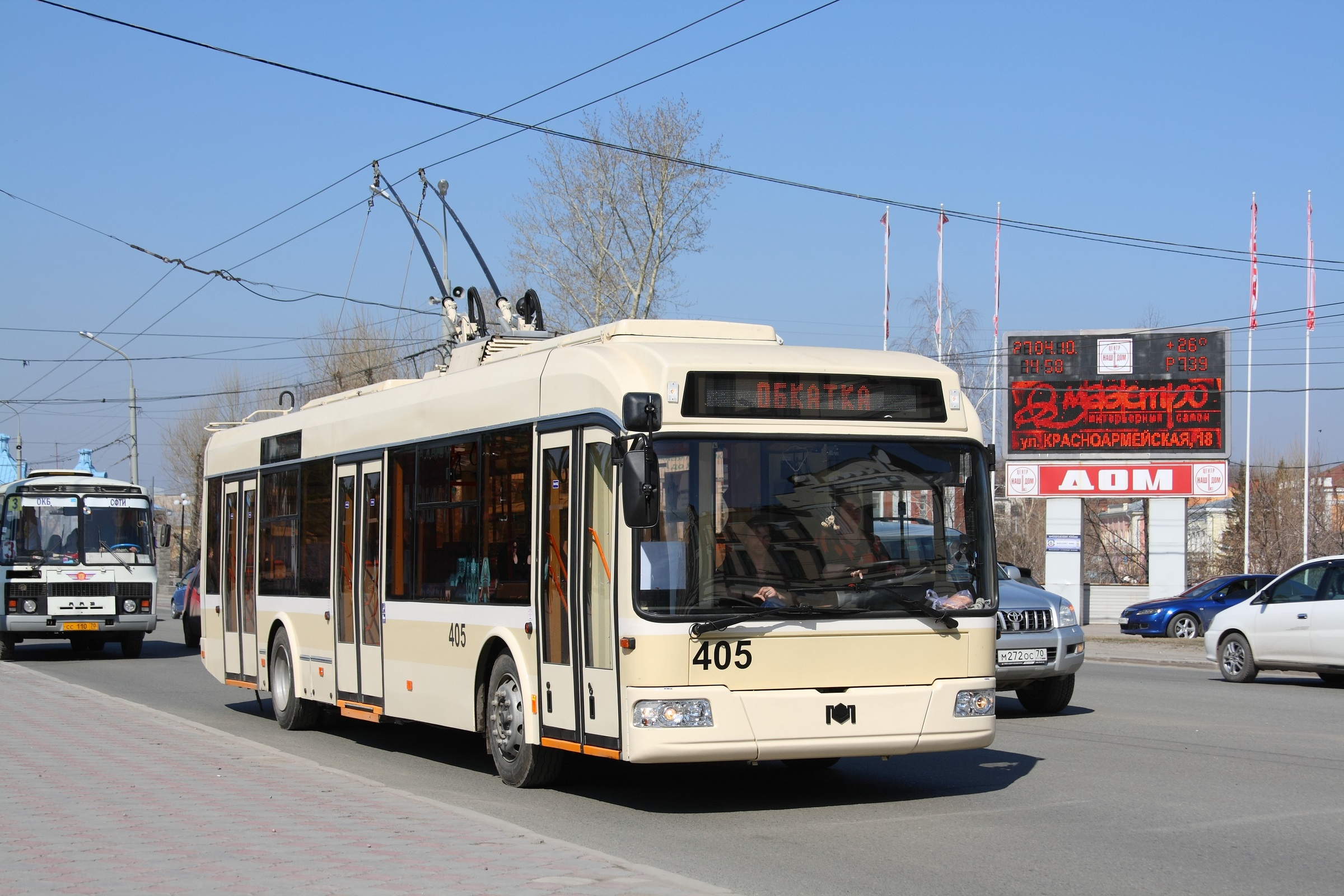
Un filobus a Tomsk

Il trasporto urbano di Tomsk conta 40 linee di autobus municipali e privati, sette linee di filobus (dal 1967), e cinque linee tranviarie (aperte a partire dal 1949).
Nella città inoltre esistono 10 imprese di taxi (anche collettivi).

## Amministrazione

### Gemellaggi
- Monroe ( USA)
- Tbilisi ( Georgia)
- Ulsan ( Corea del Sud)

## Sport
La città ha una squadra di calcio, il Tom' Tomsk, che milita nella Russian Premier League, la massima serie nazionale.

## Galleria d'immagini

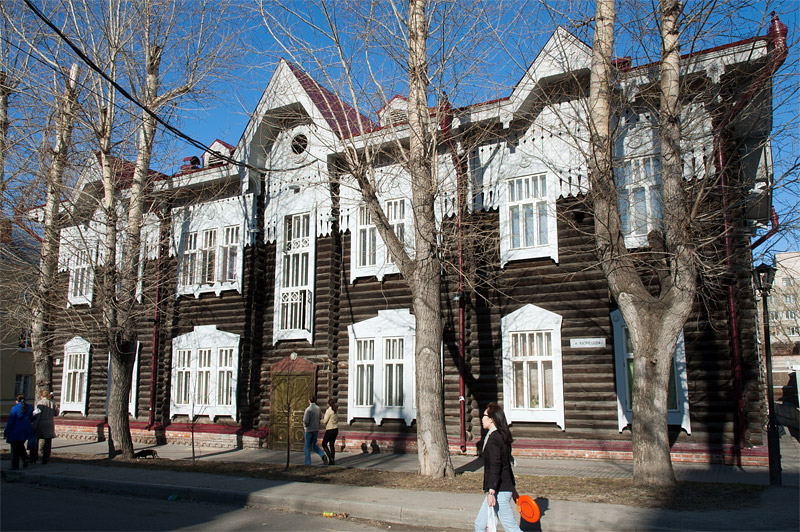
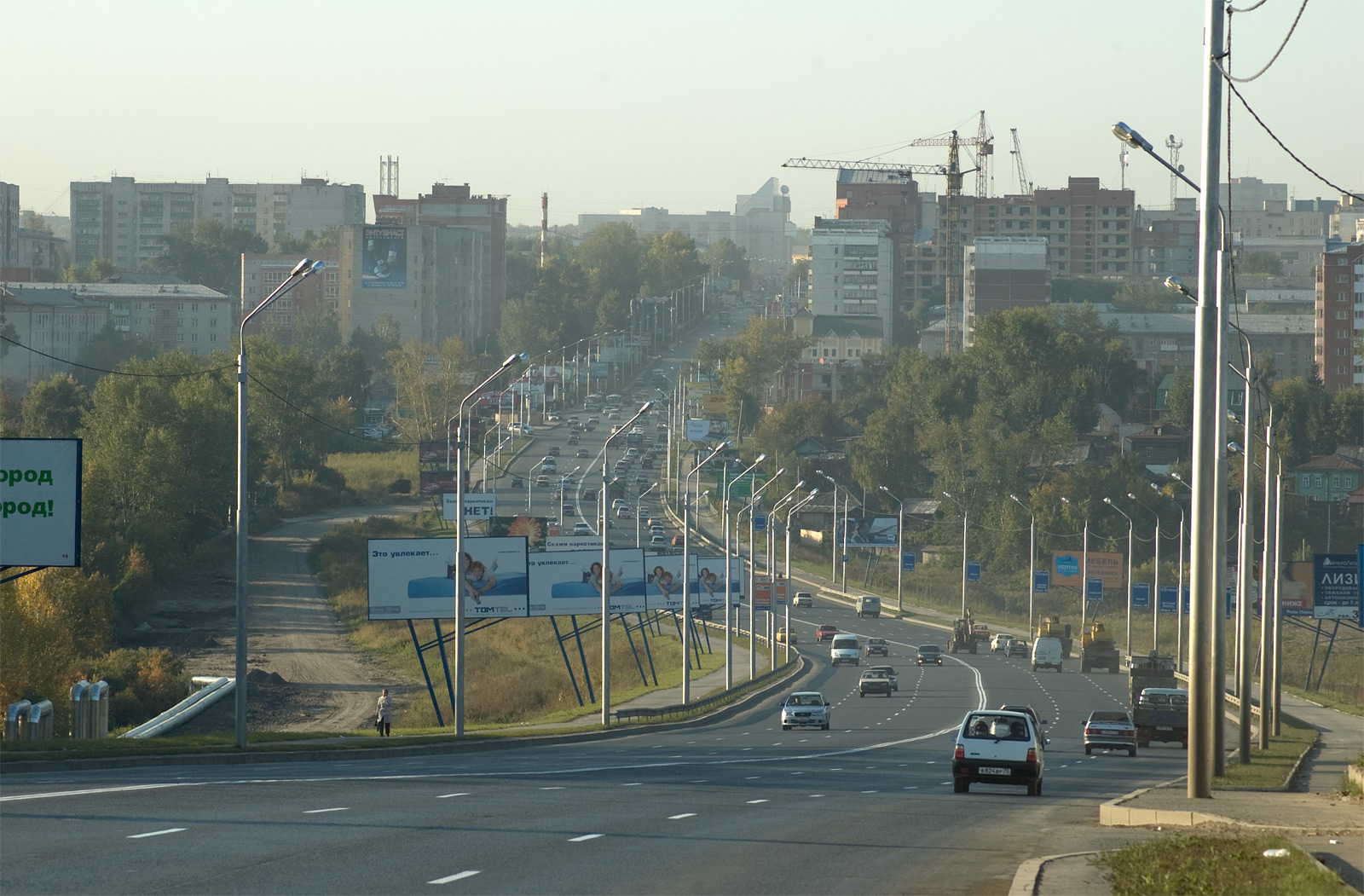
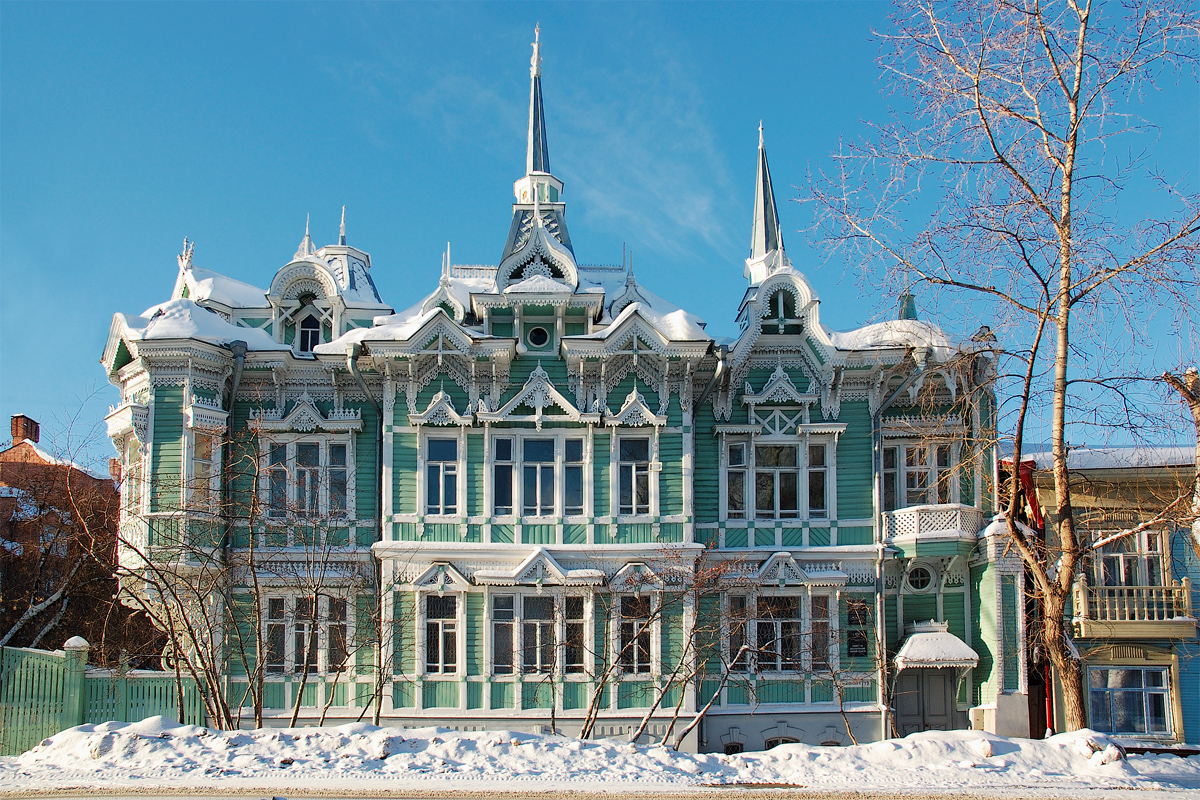
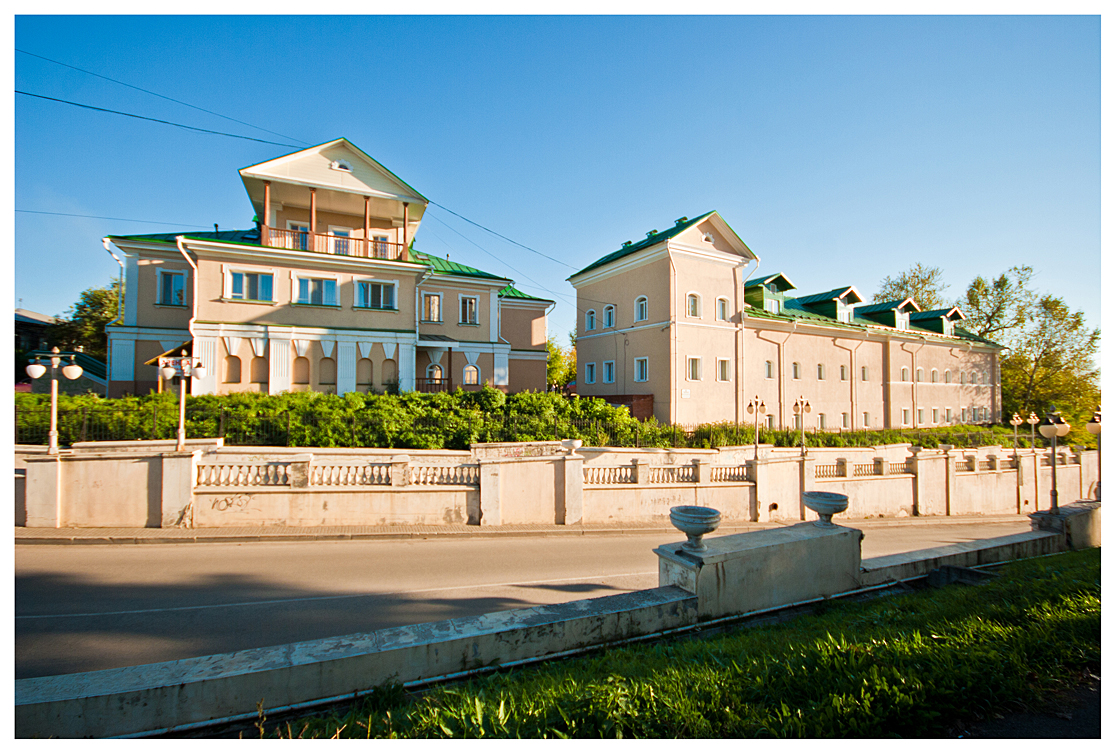
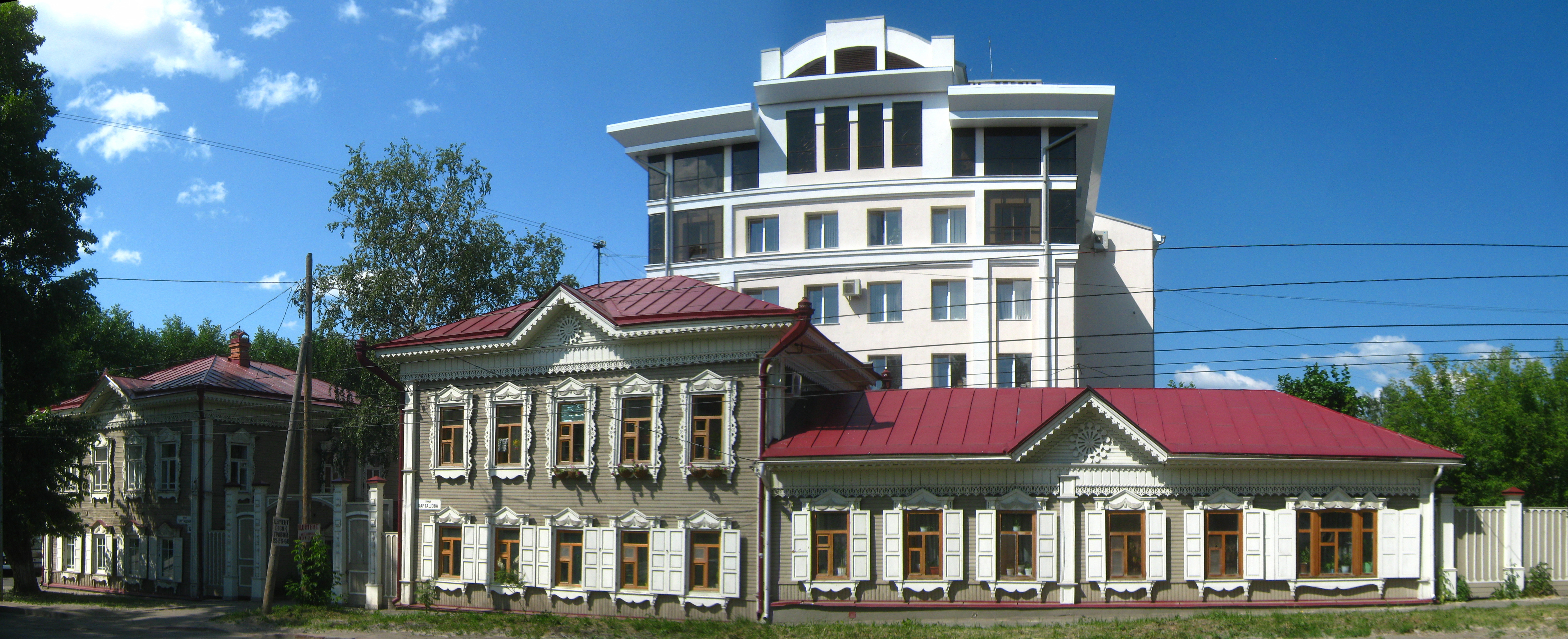
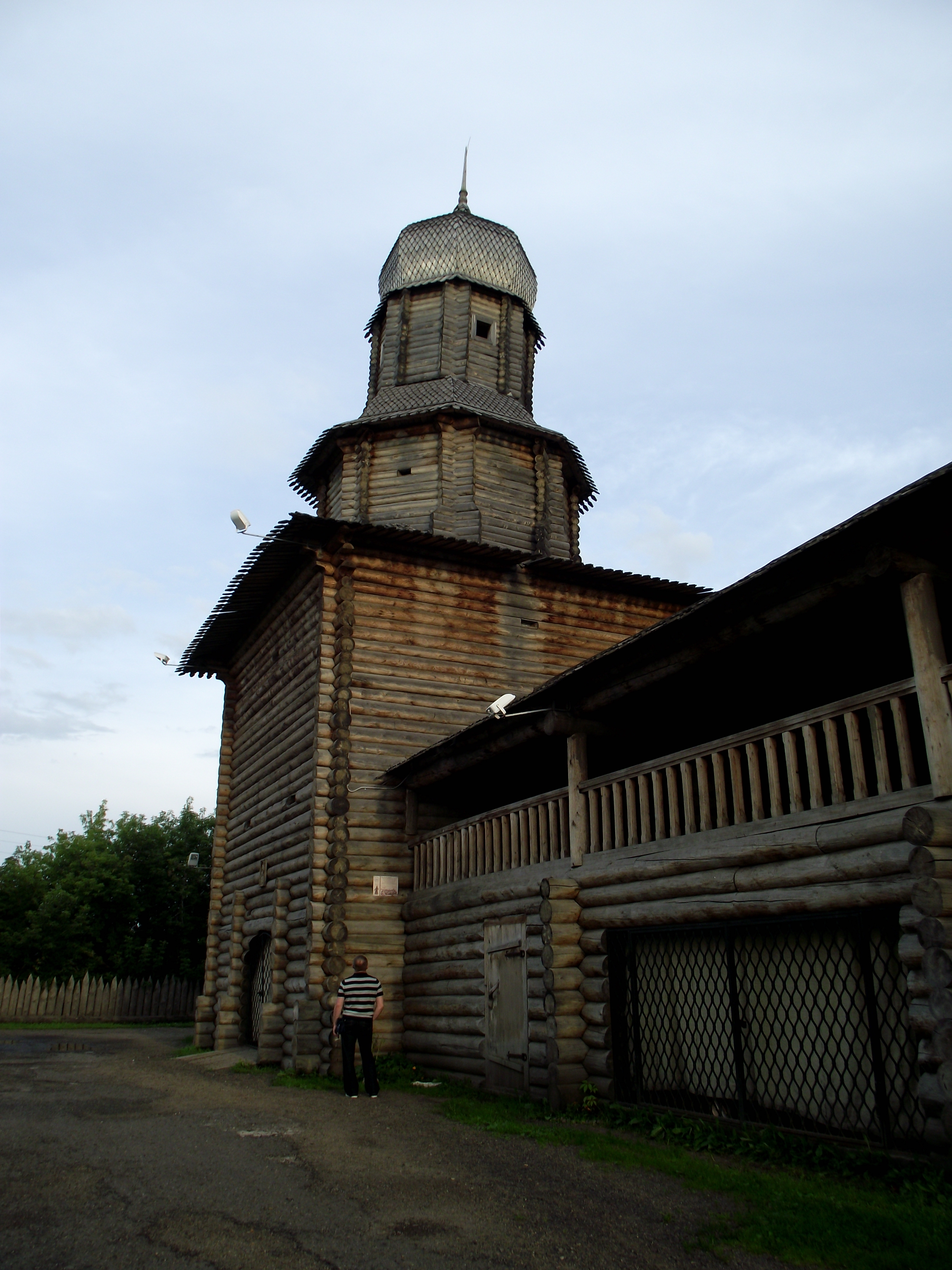
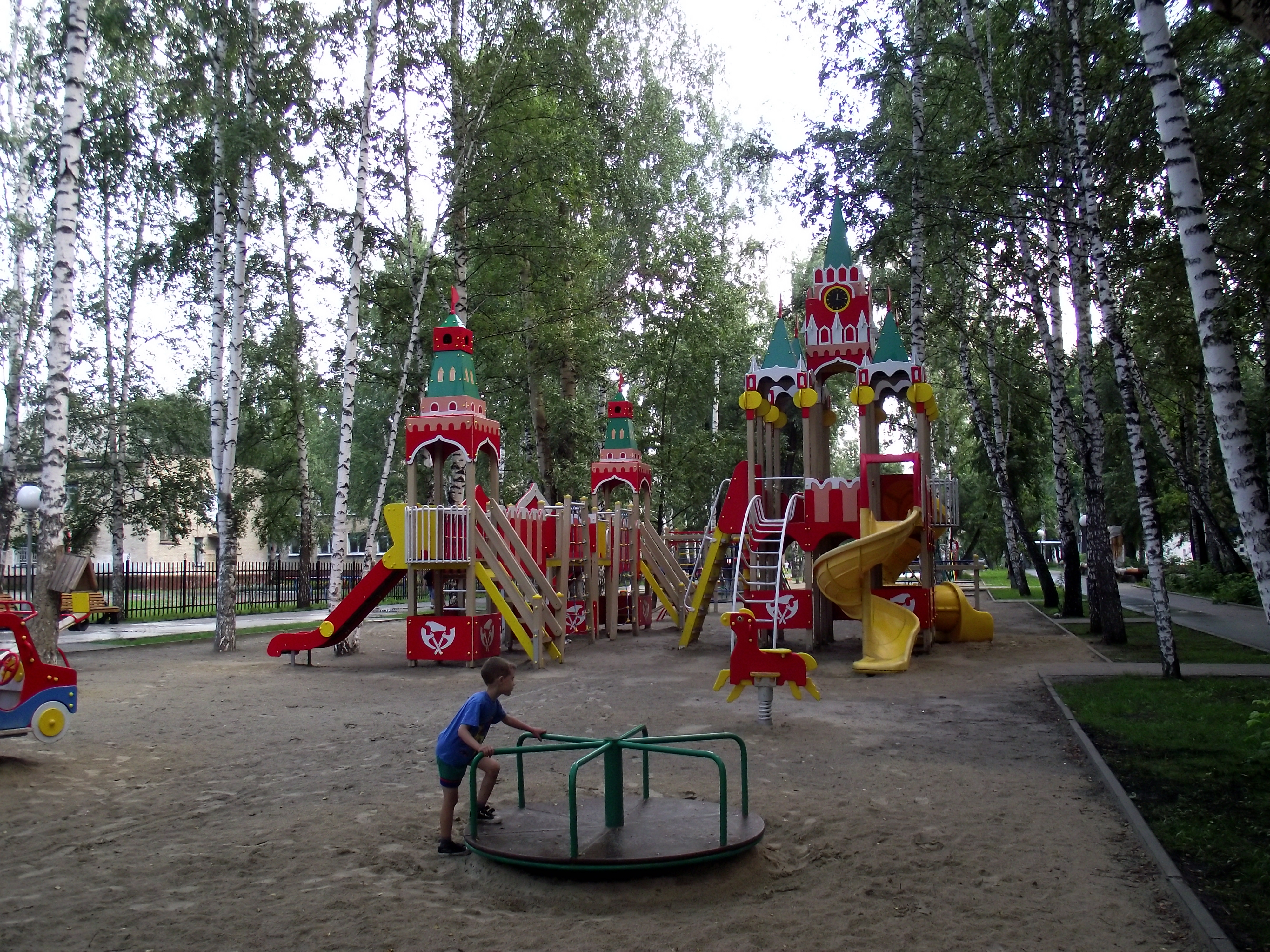